# Charles Sayre
Charles (Chuck) Sayre is een Amerikaans componist, dirigent en trombonist. 

## Levensloop
Sayre studeerde aan de Youngstown State University in Youngstown (Ohio) en aan het Berklee College of Music in Boston. Aansluitend was hij een bepaalde tijd arrangeur en componist van de United States Air Force Band (USAF) in Washington D.C.. Hij zelf betekent zich als anomalistisch muzikant en componist, omdat hij zowel muziek gecomponeerd heeft voor de muziekuitgaven Warner Brothers en Hal Leonard Publications voor jazz-ensemble, harmonieorkest en orkest. Hij kreeg opdrachten van bekende orkesten en projecten, maar ook van artiesten uit de populaire muziekwereld, zoals Styx, Patti Labelle, Alison Krauss en Roger Whittaker.
Hij is ook als opname vakman en muziekproducent bezig. Onder andere werkte hij voor shows in de John F. Kennedy Center for the Performing Arts in Washington D.C.. Hij produceerde ook shows voor het recent gerenoveerde Rialto Theater in Atlanta. Tegenwoordig is hij bezig met een project met het Atlanta Symphony Orchestra, dat hij ook zal dirigeren. 
Hij is lid van de Society of Nebraska Admirals (SONA).

## Composities

### Werken voor orkest
- 1999 Over the Rainbow
- A Christmas Tradition
- Black is the Color, voor hobo solo en kamerorkest
- Broadway on Parade
  1. I Have Confidence
  2. The March of the Siamese Children
  3. Seventy-Six Trombones
  4. Before the Parade Passes By
- Broadway Showstoppers
- Disney classics, voor strijkers
  1. Chim Chim Cher-ee
  2. A Dream Is A Wish Your Heart Makes
  3. It's A Small World
  4. Zip-A-Dee-Doo-Dah
- Gloria Estefan, Her Greatest Hits!
- Jerome Robbins' Broadway
- Let It Snow!
- Scarborough Fair, voor strijkers
- Together, voor hobo solo en kamerorkest

### Werken voor harmonieorkest
- 1988 An American Rhapsody
- 1995 Roundup
- 1996 Slavonic Dance
- 1997 It's About Time
- 1997 Pachelbel canon, voor harmonieorkest
- A Mike Post Collection
- Amazing Grace
- Celebration
- Christmas Overture, voor gemengd koor en harmonieorkest
- Concert in the Park, voor harmonieorkest
- Storey's Gate

### Kamermuziek
- Amusez-vous, voor twee hobo's en althobo
- Canadian Brass: Rodgers & Hamerstein Hits, voor koperensemble
  1. Blow High, Blow Low
  2. Edelweiss
  3. Honey Bun
  4. Oh, What a Beautiful Mornin'
  5. Oklahoma
  6. You'll Never Walk Alone
- Carol of the Bells, voor twee hobo's en piano
- Coventry Carol, voor twee hobo's en twee althobo's
- Easy classics, voor vijf koperblazers
  1. Austrian Hymn
  2. Break Forth, O Beauteous, Heavenly Light
  3. In the Hall of the Mountain King
  4. Kittery
  5. O Sacred Head, Now Wounded
  6. Tallis Canon
  7. Victorious Love
  8. When Jesus Wept
- New York Girls, voor twee hobo's en althobo
- Prelude, voor hobo, cello en piano
- Suite, voor hobo, cello en piano
- The Argentine, voor hobo, cello en piano

### Werken voor Big-Band
- Big Al's Blues
- Broadway on Parade
- Hey Mr. A.
- Keepin' Track of the Time
- Main Street
- Old Bottles, New Wine
- Walkin' Home

### Werken voor jazz-ensemble
- Heat!
- Sweet Georgia Brown